# Дискографія Авріл Лавін
Дискографія канадської співачки-виконавиці Авріл Лавін складається з 5 студійних альбомів, 8 міні-альбомів, 27 синглів, 25 музичних відео. Також Авріл написала і виконала декілька саундтреків для фільмів, таких як Ерагон (2006) та Аліса в Країні Чудес (2010).

## Альбоми

### Студійні альбоми
| Рік  | Деталі                                                                                     | Найвищі позиції в чартах | Найвищі позиції в чартах | Найвищі позиції в чартах | Найвищі позиції в чартах | Найвищі позиції в чартах | Найвищі позиції в чартах | Найвищі позиції в чартах | Найвищі позиції в чартах | Найвищі позиції в чартах | Найвищі позиції в чартах | Сертифікація (таблиця продажів та сертифікатів)                                                 |
| Рік  | Деталі                                                                                     | Канада                   | Австралія                | Франція                  | Німеччина                | Ірландія                 | Нідерланди               | Нова Зеландія            | Швеція                   | Британія                 | США                      | Сертифікація (таблиця продажів та сертифікатів)                                                 |
| ---- | ------------------------------------------------------------------------------------------ | ------------------------ | ------------------------ | ------------------------ | ------------------------ | ------------------------ | ------------------------ | ------------------------ | ------------------------ | ------------------------ | ------------------------ | ----------------------------------------------------------------------------------------------- |
| 2002 | Let Go - Випущено: 4 червня 2002 - Лейбл: Arista - Формат: CD                              | 1                        | 1                        | 13                       | 2                        | 1                        | 4                        | 1                        | 6                        | 1                        | 2                        | - : Діамантовий - : 7×Платиновий - : 2×Платиновий - : Мільйон - : 5×Платиновий - : 6×Платиновий |
| 2004 | Under My Skin - Випущено: 24 травня 2004 - Лейбл: Arista - Формат: CD, digital download    | 1                        | 1                        | 4                        | 1                        | 1                        | 13                       | 7                        | 14                       | 1                        | 1                        | - : 5×Платиновий - : Платиновий - : Платиновий - : Мільйон - : Платиновий - : 3×Платиновий      |
| 2007 | The Best Damn Thing - Випущено: 17 квітня 2007 - Лейбл: RCA - Формат: CD, digital download | 1                        | 2                        | 3                        | 1                        | 1                        | 8                        | 2                        | 6                        | 1                        | 1                        | - : 2×Платиновий - : 2×Платиновий - : Платиновий - : Мільйон - : Платиновий - : Платиновий      |
| 2011 | Goodbye Lullaby - Випущено: 2 березня 2011 - Лейбл: RCA - Формат: CD, digital download     | 2                        | 1                        | 4                        | 4                        | 12                       | 11                       | 7                        | 10                       | 9                        | 4                        | - : Золотий - : Золотий - : Золотий - : Платиновий                                              |
| 2013 | Avril Lavigne - Випущено: 5 листопада 2013 - Лейбл: Epic - Формат: CD, digital download    | 4                        | 7                        | 30                       | 15                       | 20                       | 23                       | 8                        | 39                       | 14                       | 5                        | - : Золотий - : Золотий - : Золотий                                                             |

### Мініальбоми
| Рік  | Деталі                                                                       |
| ---- | ---------------------------------------------------------------------------- |
| 2003 | Angus Drive - Випущено: 1 травня 2003 - Формат: CD                           |
| 2003 | Try to Shut Me Up EP - Випущено: 27 травня 2003 - Формат: Digital download   |
| 2004 | Live Acoustic - Випущено: 1 липня, 2004 - Формати: CD, digital download      |
| 2008 | Control Room — Live EP - Випущено: 15 квітня 2008 - Формат: Digital download |

## Сингли
| Рік  | Назва                           | Найвищі позиції в чартах | Найвищі позиції в чартах | Найвищі позиції в чартах | Найвищі позиції в чартах | Найвищі позиції в чартах | Найвищі позиції в чартах | Найвищі позиції в чартах | Найвищі позиції в чартах | Найвищі позиції в чартах | Найвищі позиції в чартах | Сертифікація (таблиця продажів та сертифікатів)          | Альбом              |
| Рік  | Назва                           | Канада                   | Австралія                | Австрія                  | Франція                  | Німеччина                | Ірландія                 | Нова Зеландія            | Швеція                   | Британія                 | США                      | Сертифікація (таблиця продажів та сертифікатів)          | Альбом              |
| ---- | ------------------------------- | ------------------------ | ------------------------ | ------------------------ | ------------------------ | ------------------------ | ------------------------ | ------------------------ | ------------------------ | ------------------------ | ------------------------ | -------------------------------------------------------- | ------------------- |
| 2002 | «Complicated»                   | 1                        | 1                        | 2                        | 21                       | 3                        | 1                        | 1                        | 2                        | 3                        | 2                        | - : 2× Платина - : Платина - : Золото                    | Let Go              |
| 2002 | «Sk8er Boi»                     | 3                        | 3                        | 7                        | 28                       | 18                       | 3                        | 2                        | 12                       | 8                        | 10                       | - : Платина - : Платина                                  | Let Go              |
| 2002 | «I'm with You»                  | 13                       | —                        | 13                       | 34                       | 13                       | 5                        | 5                        | 11                       | 7                        | 4                        | - : Платина                                              | Let Go              |
| 2003 | «Losing Grip»                   | —                        | 20                       | 40                       | —                        | 43                       | 18                       | —                        | —                        | 22                       | 64                       | - : Золото                                               | Let Go              |
| 2004 | «Don't Tell Me»                 | 5                        | 10                       | 12                       | 53                       | 10                       | 9                        | 15                       | 30                       | 5                        | 22                       | - : Золото - : Золото                                    | Under My Skin       |
| 2004 | «My Happy Ending»               | 11                       | 6                        | 8                        | 39                       | 17                       | 7                        | —                        | 11                       | 5                        | 9                        | - : Золото - : Платина                                   | Under My Skin       |
| 2004 | «Nobody's Home»                 | 4                        | 24                       | 20                       | 24                       | 29                       | 19                       | —                        | —                        | 24                       | 41                       | - : Платина - : Золото                                   | Under My Skin       |
| 2005 | «He Wasn't»                     | 92                       | 25                       | 35                       | —                        | 29                       | 35                       | 38                       | —                        | 23                       | —                        |                                                          | Under My Skin       |
| 2006 | «Keep Holding On»               | 2                        | —                        | —                        | —                        | —                        | —                        | —                        | —                        | 141                      | 17                       | - : Платина - : 2× Платина                               | Ерагон              |
| 2007 | «Girlfriend»                    | 1                        | 1                        | 1                        | 2                        | 3                        | 1                        | 1                        | 1                        | 2                        | 1                        | - : 4× Платина - : 2× Платина - : Платина - : 3× Платина | The Best Damn Thing |
| 2007 | «When You're Gone»              | 8                        | 4                        | 10                       | 17                       | 17                       | 4                        | 26                       | 8                        | 3                        | 24                       | - : Платина - : Золото                                   | The Best Damn Thing |
| 2007 | «Hot»                           | 10                       | 14                       | 17                       | —                        | 26                       | 19                       | 30                       | 53                       | 30                       | 95                       | - : Золото                                               | The Best Damn Thing |
| 2008 | «The Best Damn Thing»           | 76                       | —                        | 51                       | —                        | 64                       | —                        | —                        | —                        | —                        | —                        |                                                          | The Best Damn Thing |
| 2010 | «Alice»                         | 51                       | 39                       | 19                       | —                        | 27                       | —                        | —                        | —                        | 59                       | 71                       |                                                          | Almost Alice        |
| 2011 | «What the Hell»                 | 8                        | 6                        | 20                       | 19                       | 21                       | 30                       | 5                        | 51                       | 16                       | 11                       | - : 2× Платина - : Золото                                | Goodbye Lullaby     |
| 2011 | «Smile»                         | 59                       | 25                       | 37                       | —                        | 40                       | —                        | 30                       | —                        | 178                      | 68                       | - : Золото                                               | Goodbye Lullaby     |
| 2011 | «Wish You Were Here»            | 64                       | —                        | —                        | —                        | —                        | —                        | —                        | —                        | —                        | 65                       |                                                          | Goodbye Lullaby     |
| 2013 | «Here's to Never Growing Up»    | 17                       | 15                       | 49                       | 63                       | 60                       | 7                        | 24                       | —                        | 14                       | 20                       | - : Платина - : Платина - : Платина                      | Avril Lavigne       |
| 2013 | «Rock n Roll»                   | 37                       | 45                       | —                        | 128                      | —                        | —                        | —                        | —                        | 68                       | 91                       |                                                          | Avril Lavigne       |
| 2013 | «Let Me Go» (із Чадом Крюгером) | 12                       | 77                       | 32                       | 168                      | 63                       | —                        | —                        | —                        | 66                       | 78                       | - : Золото                                               | Avril Lavigne       |
| 2014 | «Hello Kitty»                   | —                        | —                        | —                        | —                        | —                        | —                        | —                        | —                        | —                        | 75                       |                                                          | Avril Lavigne       |
| 2015 | «Give You What You Like»        | —                        | —                        | —                        | —                        | —                        | —                        | —                        | —                        | —                        | —                        |                                                          | Avril Lavigne       |
| 2015 | «Fly»                           | 92                       | —                        | —                        | —                        | —                        | —                        | —                        | —                        | —                        | —                        |                                                          | Non-album single    |
| 2018 | «Head Above Water»              |                          |                          |                          |                          |                          |                          |                          |                          |                          |                          |                                                          | В очікуванні        |

### З іншими виконавцями
| Рік  | Назва                                     | Найвищі позиції в чартах | Найвищі позиції в чартах | Альбом         |
| Рік  | Назва                                     | Канада                   | Британія                 | Альбом         |
| ---- | ----------------------------------------- | ------------------------ | ------------------------ | -------------- |
| 2010 | «Wavin' Flag» (з Young Artists for Haiti) | 1                        | 104                      | charity single |

### Інші пісні в чартах
| Рік  | Назва            | Найвищі позиції в чартах | Найвищі позиції в чартах | Найвищі позиції в чартах | Найвищі позиції в чартах | Найвищі позиції в чартах | Альбом              |
| Рік  | Назва            | Канада                   | Франція                  | Нова Зеландія            | Британія                 | США                      | Альбом              |
| ---- | ---------------- | ------------------------ | ------------------------ | ------------------------ | ------------------------ | ------------------------ | ------------------- |
| 2004 | «Mobile»         | —                        | —                        | 26                       | —                        | —                        | Let Go              |
| 2005 | «Fall to Pieces» | 7                        | —                        | —                        | —                        | 106                      | Under My Skin       |
| 2007 | «Innocence»      | 59                       | —                        | —                        | 190                      | 116                      | The Best Damn Thing |
| 2007 | «Runaway»        | —                        | —                        | —                        | —                        | 111                      | The Best Damn Thing |
| 2012 | «Push»           | —                        | 35                       | —                        | —                        | —                        | Goodbye Lullaby     |

## Відео-альбоми
1. My World (2003)
2. Live at Budokan: Bonez Tour (2005)
3. The Best Damn Tour – Live in Toronto (2008)

## Музичні відео
| Рік  | Назва                       | Режисер(и)       |
| ---- | --------------------------- | ---------------- |
| 2002 | «Complicated»               | The Malloys      |
| 2002 | «Sk8er Boi»                 | Francis Lawrence |
| 2002 | «I'm with You»              | David LaChapelle |
| 2003 | «Losing Grip»               | Liz Friedlander  |
| 2003 | «Knockin' on Heaven's Door» | Marc Lostracco   |
| 2004 | «Don't Tell Me»             | Liz Friedlander  |
| 2004 | «My Happy Ending»           | Meiert Avis      |
| 2004 | «Nobody's Home»             | Diane Martel     |
| 2005 | «He Wasn't»                 | The Malloys      |
| 2007 | «Girlfriend»                | The Malloys      |
| 2007 | «When You're Gone»          | Marc Klasfeld    |
| 2007 | «Girlfriend» (Remix)        | R. Malcolm Jones |
| 2007 | «Hot»                       | Matthew Rolston  |
| 2008 | «The Best Damn Thing»       | Wayne Isham      |
| 2010 | «Alice»                     | Dave Meyers      |
| 2011 | «What the Hell»             | Marcus Raboy     |
| 2011 | «Smile»                     | Shane Drake      |
| 2011 | «Wish You Were Here»        | Dave Meyers      |
| 2012 | «Goodbye»                   | Mark Liddell     |

## Різні виступи
| Рік  | Пісня                                | Альбом                                                           |
| ---- | ------------------------------------ | ---------------------------------------------------------------- |
| 1999 | Touch the Sky                        | Quinte Spirit                                                    |
| 2000 | Temple of Life                       | My Window To You                                                 |
| 2000 | Two Rivers                           | My Window To You                                                 |
| 2002 | «Falling Down»                       | Sweet Home Alabama саундтрек                                     |
| 2003 | «I Don't Give»                       | American Wedding                                                 |
| 2003 | «Knockin' on Heaven's Door»          | Warchild: Hope                                                   |
| 2003 | «O Holy Night» (з Chantal Kreviazuk) | Maybe This Christmas Too?                                        |
| 2004 | «I Always Get What I Want»           | The Princess Diaries 2: Royal Engagement саундтрек               |
| 2004 | «SpongeBob SquarePants Theme»        | The SpongeBob SquarePants Movie саундтрек                        |
| 2007 | «Imagine»                            | Instant Karma: The Amnesty International Campaign to Save Darfur |
| 2007 | «The Scientist» (наживо)             | Radio 1's Live Lounge: Volume 2                                  |